# Bruno Kirby
Bruno Kirby, pseudonimo di Bruno Giovanni Quidaciolu Jr. (New York, 28 aprile 1949 – Los Angeles, 14 agosto 2006), è stato un attore statunitense di origini italiane.

## Biografia
Figlio dell'attore americano Bruce Kirby e di Lucille Garibaldi, i suoi genitori divorziarono nel 1973. Lavorò anche in televisione e in teatro. Recitò in film come Il padrino - Parte II (1974), nel ruolo del giovane Peter Clemenza, Good Morning, Vietnam (1987), Sleepers (1996) e Donnie Brasco (1997), nel ruolo di Nicky Santora. 
Nelle serie televisive è apparso in Room 222 e nell'episodio pilota di M*A*S*H.
Da notare l'interpretazione nel 1974 in Colombo (serie televisiva) nell'episodio Alle prime luci dell'alba, assieme al padre Bruce Kirby che interpreta il sergente di polizia. Qui Bruno Kirby recita la parte di un cadetto dell'accademia militare.
È anche noto per i ruoli brillanti interpretati in diverse commedie di successo, fra cui Harry, ti presento Sally... (1989), Scappo dalla città - La vita, l'amore e le vacche (1991), al fianco del collega e amico Billy Crystal, e Il boss e la matricola (1990), accanto a Marlon Brando. Nel 1991 debuttò a Broadway, ottenendo un grande successo di critica, nell'opera Lost in Yonkers, di Neil Simon, vincitrice dei premi Tony Awards e Pulitzer. Morì di leucemia all'età di 57 anni a Los Angeles.

## Filmografia

### Cinema
- The Young Graduates, regia di Robert Anderson (1971)
- The Harrad Experiment, regia di Ted Post (1973)
- Dai papà... sei una forza! (Superdad), regia di Vincent McEveety (1973)
- Un grande amore da 50 dollari (Cinderella Liberty), regia di Mark Rydell (1973)
- Il padrino - Parte II (The Godfather: Part II), regia di Francis Ford Coppola (1974)
- Between the Lines, regia di Joan Micklin Silver (1977)
- Almost Summer, regia di Martin Davidson (1978)
- Where the Buffalo Roam, regia di Art Linson (1980)
- L'uomo del confine (Borderline), regia di Jerrold Freedman (1980)
- Modern Romance, regia di Albert Brooks (1981)
- Kiss My Grits, regia di Jack Starrett (1982)
- This Is Spinal Tap, regia di Rob Reiner (1984)
- Birdy - Le ali della libertà (Birdy), regia di Alan Parker (1984)
- L'amore e il sangue (Flesh and Blood), regia di Paul Verhoeven (1985)
- Tin Men - 2 imbroglioni con signora (Tin Men), regia di Barry Levinson (1987)
- Good Morning, Vietnam, regia di Barry Levinson (1987)
- Bert Rigby, You're a Fool, regia di Carl Reiner (1989)
- Harry, ti presento Sally... (When Harry Met Sally...), regia di Rob Reiner (1989)
- Non siamo angeli (We're No Angels), regia di Neil Jordan (1989)
- Il boss e la matricola (The Freshman), regia di Andrew Bergman (1990)
- Scappo dalla città - La vita, l'amore e le vacche (City Slickers), regia di Ron Underwood (1991)
- Hoffa - Santo o mafioso? (Hoffa), regia di Danny DeVito (1992)
- Golden Gate, regia di John Madden (1994)
- Ritorno dal nulla  (The Basketball Diaries), regia di Scott Kalvert (1995)
- Sleepers, regia di Barry Levinson (1996)
- Donnie Brasco, regia di Mike Newell (1997)
- A Slipping-Down Life, regia di Toni Kalem (1999)
- Stuart Little - Un topolino in gamba (Stuart Little), regia di Rob Minkoff (1999) - voce
- One Eyed King - La tana del diavolo (One Eyed King), regia di Robert Moresco (2001)
- Played - Se non giochi muori (Played), regia di Sean Stanek (2006)

### Televisione
- Room 222 - serie TV, 5 episodi (1969-1973)
- The Super - serie TV (1972)
- Colombo (Columbo) - serie TV, episodio 4x03 (1974)
- Kojak - serie TV, episodio 2x17 (1975)
- Saranno famosi (Fame) - Serie TV, episodio 2x11 (1982)
- Million Dollar Infield, regia di Hal Cooper - film TV (1982)
- Mastergate - film TV (1992)
- Fallen Angels - serie TV, episodio 1x02 (1993)
- Innamorati pazzi (Mad About You) - serie TV (1997)
- American Tragedy, regia di Lawrence Schiller - film TV (2000)
- Helter Skelter, regia di John Gray – film TV (2004)
- Entourage - serie TV, 1 episodio (2006)

## Doppiatori italiani
Nelle versioni in italiano delle opere in cui ha recitato, Bruno Kirby è stato doppiato da:
- Marco Mete in Non siamo angeli, Fallen Angels, Homicide, Donnie Brasco
- Luca Dal Fabbro in Good morning Vietnam, Harry, ti presento Sally..., Scappo dalla città - La vita, l'amore e le vacche
- Vittorio Stagni ne Il padrino - Parte II[4]
- Marco Guadagno in Colombo
- Sandro Acerbo ne L'uomo del confine
- Piero Tiberi in L'amore e il sangue
- Renato Cortesi in Tin Men - 2 imbroglioni con signora
- Giorgio Lopez ne Il boss e la matricola
- Luigi Rosa ne I racconti della cripta
- Edoardo Nevola in Hoffa - Santo o mafioso?
- Mattia Sbragia in Golden Gate
- Antonio Sanna in Ritorno dal nulla
- Angelo Nicotra in Sleepers
- Giorgio Locuratolo in Played - Se non giochi muori
- Germano Basile in Entourage

Da doppiatore è sostituito da
- Angelo Nicotra in Frasier, Stuart Little - Un topolino in gamba